# トミオ・オカムラ
トミオ・オカムラ（チェコ語: Tomio Okamura, 日本名: 岡村 富夫（おかむら とみお）、1972年（昭和47年）7月4日 - ）は、チェコ共和国の政治家。2012年10月に無所属でズリーン選挙区から元老院議員選挙に出馬し当選。その後直接民主主義の夜明けを創設して、上院議員を辞職したうえで2013年10月にチェコ共和国議会代議院（下院）議員に当選。2015年5月に離党して自由と直接民主主義（SPD）を創設し、党首となる。2017年より代議院副議長在任中。父は日本人と韓国人のハーフ、母はチェコ人。

## 経歴

### 生い立ち
東京都板橋区の高島平出身。母のヘレナ・オカムラはホリコヴァ出身のモラヴィア系ワラキア人で、韓国系日本人のマツ・オカムラと結婚し、東京に移住していた。母は日本で10年弱を過ごした後、オカムラと兄、弟を伴いチェコスロバキアへ渡った。父親はトミオ・オカムラが言うには「典型的な日本人」で、仕事ばかりに集中し家庭を顧みなかったため、母親は精神を病んでしまい、破局後チェコに帰ると入院した。そのため幼いオカムラはウースチー州マシュチョフの児童養護施設で1年間過ごすことになったが、激しいいじめを受け、その後遺症で22歳まで吃音に悩まされた。大学を中退後、18歳の時に日本へ単身で渡航した。一時期日本の父親のもとに身を寄せたが、電話を録音させられ通話内容を確認されたり、3か月ごとに成功者の本を読み感想文を書かされたりといった生活を経て完全に父親と決裂し、自立を目指した。
彼はゴミ収集作業員をしたり、日比谷の東京宝塚劇場でポップコーンを売る仕事をしたりした。その時に出会ったのが元妻で、現在はビジネス上のパートナーとして共同活動をしている。
比較的明るい髪色と肌色を持ち背も高いオカムラは、日本で暮らした時期には幼いころから日本語が不自由と思い込まれたり「外人」と呼ばれたりする人種差別を受けたと後に回想している。また青年期にも差別を受けたり、事あるごとに外国人扱いされたりしため、日本でビジネスを始めるのは難しいと考えチェコに帰国した。

## 実業家として
1994年、オカムラは旅行と美食法を主に取り扱う会社を起業し、季刊誌 Pivní magazín (「ビール・マガジン」の意)を発行した。それ以外にもいくつかの本の執筆・共著を行っている。その一つTomio Okamura – Český sen (「トミオ・オカムラ - チェコ人の夢」の意)は、チェコ共和国の2010年トップ10に入るベストセラーとなった。2011年春にはUmění vládnout (「ガバナンスの技術」の意)を出版、2012年にはUmění žít (「生きる技術」の意)を執筆、2013年にはUmění přímé demokracie (「直接民主制の技術」の意)とVelká japonská kuchařka (「大日本料理本」の意)を執筆している。
オカムラはチェコ旅行会社・機関協会 (チェコ語: Asociace českých cestovních kanceláří a agentur, AČCKA)のスポークスマン・副会長を務めるなど、企業との間での人脈も広い。またオカムラ自身、旅行代理店ミキ・トラベル(Miki travel)や食料品店Japaの経営も行っている。
2009年から2010年にかけて3シーズンにわたり、テレビ番組Den D（日本テレビの¥マネーの虎、BBCのDragons' Denのチェコ版にあたる）に審査員として出演した。

## 政治家として

### 上院議員
2012年6月、オカムラは直接民主主義を掲げ、2012年チェコ議会上院選挙にズリーン選挙区から無所属で出馬した。10月の投票でオカムラは30パーセントの得票を得て首位に立ち、スタニスラフ・ミシャークとの決選投票でも66パーセントの得票を得て勝利し、10月20日に上院議員に就任した。
2013年2月、ヴァーツラフ・クラウス大統領が自己の利益のために恩赦を利用したとして背信行為を起訴する動議が上院議員の間から持ち上がった時、オカムラもこの動議に署名した一人であった。この動議はチェコ共和国憲法裁判所で却下された。またオカムラは、チェコの公務員の終身訴追免除特権を廃止するため、改憲に賛同している。彼は上院議員を1年と6日務めたのち、下院議員に当選したことで上院議員を離任した。

### 2013年大統領選挙
オカムラは上院議員となってすぐから、2013年の大統領選挙に立候補する意向を示していた。彼は61,500人の署名（立候補には5万人の署名が必要）を集めたが、2012年11月23日、チェコ内務省は35,750人分の署名のみを有効とし、オカムラの立候補を認めなかった。オカムラは最高行政裁判所に内務省の署名計数に誤りがあると申し立て、内務省にも署名を概算ではなく個別に数えるよう要求したが、却下された。
オカムラはこうした判決が「政治的決定」によるものだと主張し、司法の独立に疑義を示した。彼は裁判所の判決を不公正だとして否定、非難し、チェコ共和国で正義を実現するのは不可能であるなどと主張した。

### 「直接民主主義の夜明け」
2013年下院選挙で、オカムラが率いる政党「トミオ・オカムラの直接民主主義の夜明け」は342,339票(6.88%)を獲得し、14議席を占めた。下院議員への当選に伴い、オカムラは上院議員の席を失った。

### 「自由と直接民主主義」
2015年5月、オカムラは欧州懐疑主義、反移民主義、直接民主主義を掲げる新政党「自由と直接民主主義」 (SPD)を結党した。SPDはフランスの国民連合と協力し、欧州議会の政党「国家と自由の欧州運動」を結成した。

### 2017年以降
2017年下院選挙でもオカムラは再選し、SPDは22議席を占める第4党となった。2017年11月、チェコ下院議会副議長に就任した。

## 政治主張

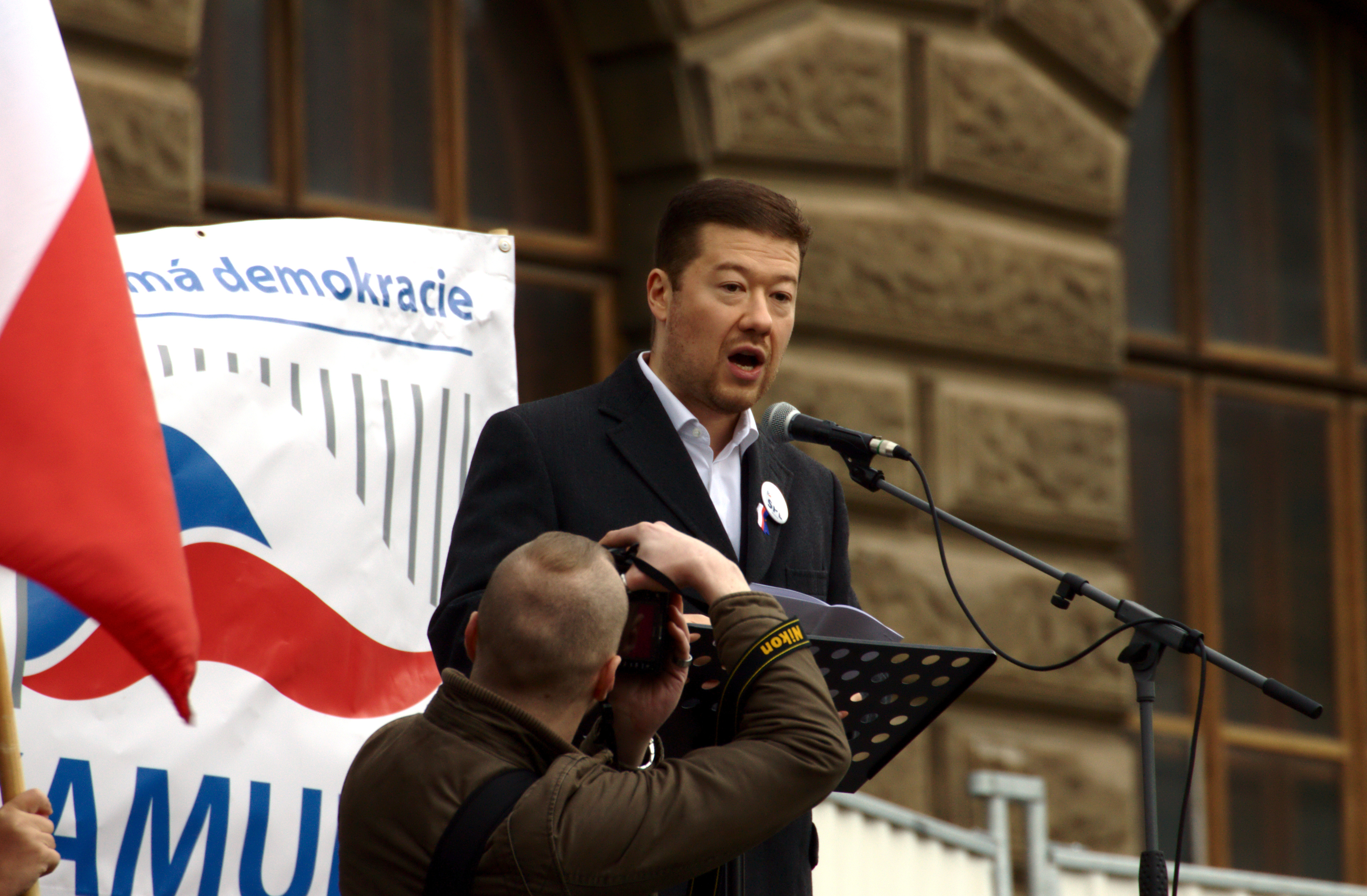
ヴァーツラフ広場で反移民演説をするオカムラ（2015年）

岡村富夫が目指す政治は、自国を愛する心を大切にし、直接民主主義を実現することである。

## 人物と家族
2009年のチェコでのインタビューでは、チェコでチャンスを掴んだことからチェコ人として誇りを持っている一方で、疎外されたとはいえ日本人としても同じくらいの誇りを持っており、チェコの愛国者として両国の関係に寄与したい、と述べている。
3人兄弟の次男である。兄のハヤト・オカムラ(Hayato Okamura)は通訳・翻訳者で、2015年にキリスト教民主同盟＝チェコスロバキア人民党に入党し、2017年の選挙に同党からプラハ選挙区で出馬した。弟のオサム・オカムラ(Osamu Okamura)は建築家・大学教授である。彼は日本人女性と結婚し、息子ルイ(Ruy)をもうけている。